# Vavray-le-Grand

Vavray-le-Grand este o comună în departamentul Marne, Franța. În 2009 avea o populație de 183 de locuitori.